# Глинна (Іванівський район)
Глинна (біл. Глінна) — село в Білорусі, у Іванівському районі Берестейської області. Орган місцевого самоврядування — Горбаська сільська рада.

## Географія
Розташоване на північному березі Дніпровсько-Бузького каналу, за 15 км від залізничної станції Янів-Поліський. На території села наявний міст через Дніпровсько-Бузький канал.

## Історія
Вперше згадується 1496 року. У 1517 році належало панам Нелюбовичам. У 1660 році польські військові загони зруйнували в Глинній православну церкву. У XVIII столітті власником маєтку в селі був Іван Ожешко. Пізніше Глинною разом із селом Журавок володів Іп. Толубеєв.
У 1921 році село Глинна та однойменний фільварок входили до складу гміни Одрижин Дорогичинський повіту Поліського воєводства Польської Республіки. У 1926 році мешканці села безуспішно зверталися до польської влади з проханням відкрити у Глинній українську школу.

## Населення
За переписом населення Білорусі 2009 року чисельність населення села становила 152 особи.
Станом на 10 вересня 1921 року в селі налічувалося 83 будинки (з них 23 були незаселиними) та 298 мешканців, з них:
- 124 чоловіки та 174 жінки;
- 296 православних, 2 римо-католики;
- 295 українців (русинів), 3 поляки.

Водночас станом на 10 вересня 1921 року на фільварку Глінна налічувалося 2 будинки та 24 мешканці, з них:
- 10 чоловіків та 14 жінок;
- 24 православні;
- 24 українці (русини).